# Tomasz Makowiecki (zm. 1586)
Tomasz Makowiecki herbu Pomian (ur. c. 1520, zm. w 1586 roku) – pisarz skarbowy litewski w 1569 roku, kanonik wileński od 30 IV 1564 do 6 X/14 XI 1584.